# Eucnide grandiflora
Eucnide grandiflora (llamada  pegajosa al igual que otras especies del género) es una hierba perenne de la familia Loasaceae. El nombre “Eucnide”, que deriva de las palabras griegas eu que significa "bien o bastante" y knide, que significa "ortiga". Es endémica de México.

## Descripción
Es una hierba perenne,  0.6 a 1.2 m alto. Presenta tallos  con  tricomas  largos,  lisos, y provistos de ganchos cortos 4-uncinados.
Las hojas presentan pecíolos de 6 a 9 cm largo y de 0.4 cm ancho; la láminas foliar 4.5 a 9 cm  largo,  5 a 7 cm  ancho,  más anchas que largas  a  casi circulares, base en forma de corazón, ápice  redondeado,  margen  lobado  e  irregularmente  dentado,  haz  con  tricomas  largos y lisos,  con  base  ensanchada  y  lisos  4-uncinados, y envés con tricomas, más abundantes en las nervaduras.
Las inflorescencias son terminales cimosas; con brácteas de 2 a 2.5  cm  largo,  0.8 a 1  cm  ancho,  con foliolos,  lobadas  y  dentadas,  bractéolas  1.8 a 3  cm  largo,  0.8 a 1.5  cm  ancho. La inflorescencia está compuesta de flores  blancas, de 2 a 3  por  inflorescencia;  pedicelos de  3.5  cm  largo,  recurvándose  en  el  fruto;  hipantio (donde se asienta la flor)  anchamente en forma de cono invertido, áspero; cáliz con lóbulos de 3 a 4 cm largo, 0.5 a 1.0 cm ancho, lanceolados, ásperos en el exterior; con la corola en forma de embudo de 6 a 8 cm largo, 5 a 7  cm  ancho,  pétalos  de 5.5 a 8.0  cm  largo y  2 a 3 cm  ancho,  lanceolados, ápice cubierto de pelos; estambres 8 a 10.5 cm largo, sobresalientes, filamentos de 9 cm largo, ensanchadas cerca de las anteras.
Produce semillas en cápsulas de 1.5 cm largo a 1.2 cm ancho, co pedúnculos en forma de campana de 4 cm largo; semillas 0.9 a 1.2 mm largo, 0.1 a 0.2 mm ancho. Una característica distinguible de esta especie es el tamaño de sus pétalos (5 a 8 cm) y su corola en forma de embudo. Es una especie cuya floración  se presenta de  febrero  a  septiembre y su  fructificación  de  julio  a  diciembre.

## Distribución
E. grandiflora, es considerada endémicaen México y hasta el momento se ha registrado solamente en los Estados de Oaxaca, Puebla y San Luis Potosí.

## Hábitat
Vive en bosque tropical caducifolio, dominado por especies arborescentes, donde la temperatura anual media oscila entre los 20 y 29 °C, con lluvias estacionales muy marcadas y cuya precipitación media anual varía entre los 300 y 1200 mm, generalmente se desarrolla en suelos someros y pedregosos, en elevaciones de 800 a 1700 m s. n. m.

## Estado de conservación
Es una especie cuya distribución en México solo se ha reportado en tres estados del país, no se encuentra bajo ninguna categoría de protección  en México de acuerdo a la NOM-059- ECOL- SEMARNAT- 2010. Tampoco es una especie bajo alguna categoría de protección de la UICN.